# MTA Regional Bus Operations
La MTA Regional Bus Operations è la divisione della Metropolitan Transportation Authority creata nel 2008 per gestire il trasporto pubblico su strada nella città di New York. Il nome Regional Bus Operations è usato solo nella documentazione ufficiale e non come marchio pubblico. Pubblicamente i marchi utilizzati sono due:
- MTA New York City Bus, che raggruppa le linee operate dalla New York City Transit Authority attraverso la sua sussidiaria Manhattan and Bronx Surface Transit Operating Authority (MaBSTOA);[2]
- MTA Bus, che raggruppa le linee operate dalla MTA Bus Company (MTABC) e in precedenza affidate dal New York City Department of Transportation (NYCDOT) a sette diverse compagnie. Queste linee sono in gran parte concentrate nel Queens e in minor parte a Brooklyn.[3]